# Clinton Kelly
Clinton Kelly (n. 22 de febrero de 1969 en la ciudad de Panamá, Panamá) es un asesor de imagen y periodista estadounidense, principalmente reconocido por ser coconductor de What Not to Wear, un programa de telerrealidad en el que se somete a una persona a un cambio de apariencia, junto a Stacy London. Comenzó su carrera como escritor independiente para varias revistas de moda.

## Primeros años
Kelly, de ascendencia irlandesa e italiana, se crio en Long Island, Nueva York, en Port Jefferson Station. Se graduó de la Escuela Secundaria Comsewogue en 1987 y más tarde del Boston College en Comunicaciones en 1991; también fue presidente de la Universidad Chorale. Después de la universidad, realizó una maestría en periodismo, especializándose en periodismo gráfico, en la Escuela Medill de Periodismo de la Northwestern University en 1993.

## Carrera

### Revistas
Antes de unirse al equipo de What Not to Wear, Kelly presentó un programa en Q2 (parte de QVC) y trabajó como escritor independiente y editor para varias publicaciones en la ciudad de Nueva York. Fue editor de la revista Marie Claire y de Mademoiselle, donde también contribuyó con el seudónimo "Joe L’Amour". Más tarde asumió el cargo de editor ejecutivo del Daily News Record, una revista semanal de moda masculina con sede en Nueva York.

### TLC
Mientras Kelly trabajaba en DNR, los productores de What Not to Wear, de la señal TLC, decidieron buscar un nuevo conductor masculino para reemplazar a Wayne Scot Lukas y contactaron a Kelly. Después de tres audiciones, Kelly fue seleccionado como el nuevo coconductor, junto a Stacy London. Stacy ha descrito su relación como "la de un hermano y una hermana en el asiento trasero de un auto durante un viaje largo. A veces es divertido y jugamos; pero otras veces, nos la pasamos quejándonos: '¡me está tocando! ¡me está mirando! ¡respira muy fuerte!'"

En 2008 Kelly trabajó como asesor invitado en el programa de telerrealidad de la TLC Miss America: Countdown to the Crown. También asistió a Mario Lopez durante la emisión en vivo del concurso.

### Libros
En septiembre de 2005, Kelly y Stacy London coescribieron un libro titulado Dress Your Best: The Complete Guide to Finding the Style That's Right for Your Body. En 2008, Kelly escribió el libro Freakin' Fabulous: How to Dress, Speak, Behave, Eat, Drink, Entertain, Decorate, and Generally be Better than Everyone Else.

### Moda
Además de sus libros y de su trabajo en What Not to Wear, Kelly escribe una columna semanal para el periódico Chicago Tribune's RedEye. También es vocero nacional de Macy's y tiene una línea de indumentaria mediante la marca comercial de QVC Denim & Co, reconocida por sus diseños simples, clásicos y de cuidado fácil. En julio de 2008, su diseño de pantalones Extended Tab 5 se agotó en siete segundos. Una de sus frases características es "Verse bien es un derecho inalienable de la mujer".